# Ulrich Ramé
Ulrich Ramé, né le 19 septembre 1972 à Nantes (Loire-Atlantique, France), est un footballeur international français évoluant au poste de gardien de but, ayant effectué la majorité de sa carrière à Bordeaux. 
Ayant participé à plus de 500 matchs avec Bordeaux, il est le deuxième joueur le plus capé de l'histoire du club et reste une figure majeure des Girondins de Bordeaux, champions en 1999 et 2009. Il reste l'un des gardiens de but les plus appréciés des Girondins derrière Dominique Dropsy.
Avec l'équipe de France, il remporte le Championnat d'Europe en 2000 suivi de la Coupe des Confédérations en 2001.
Titulaire d'un diplôme d’entraîneur, il occupe de 2014 à 2016 la fonction de Directeur de la Performance au sein des Girondins de Bordeaux. Le 14 mars 2016, à la suite de l'éviction de Willy Sagnol, Ulrich Ramé devient l’entraîneur de l'équipe première des Girondins de Bordeaux jusqu'à la fin de la saison. Remplacé par Jocelyn Gourvennec, Ulrich Ramé devient ensuite directeur technique du club jusqu’en 2021, avant de rejoindre la section féminine du Paris Saint-Germain.

## Biographie

### Deux décennies au haut niveau
Né à Nantes, passionné d'œnologie et de football et après avoir fait sa scolarité et évolué jusqu'à 16 ans à Challans en Vendée (au Sporting Club de Challans dès l'âge de 6 ans), Ulrich Ramé est formé à Angers, club avec lequel il fait ses débuts en Ligue 1 (alors appelée Division 1), le 31 juillet 1993, lors de la rencontre entre le FC Metz et Angers. En 1997, il est recruté par Bordeaux. Au départ remplaçant de Stanley Menzo, recruté lui aussi cette saison-là, Guy Stephan lui donne sa chance rapidement, après de piètres performances du gardien néerlandais. Ramé la saisit et devient le titulaire du poste.
Il est sélectionné pour la première fois en équipe de France le 9 juin 1999, lors d'un match contre Andorre, en éliminatoires de l'Euro 2000. Ulrich Ramé fait partie des sélections françaises pour l'Euro 2000 et la Coupe du monde 2002. Il remporte notamment, en tant que titulaire, la Coupe des confédérations en 2001.
Il est l'un des éléments clés de l'équipe bordelaise, championne de France lors de la saison 1998-1999 au terme de laquelle il reçoit le trophée du « meilleur gardien de Ligue 1 ».
Après le titre de 1999, Ramé et Bordeaux voient leurs ambitions s'affaisser au fil des saisons, comme en 2005 où ils frôlent la relégation. Mais Ramé continue à briller malgré la chute du club au classement. Il reçoit même une nouvelle fois le trophée UNFP du meilleur gardien de Ligue 1, au terme de la saison 2001-2002.
Il est un des maillons forts de la saison 2005-2006 des Girondins qui finissent à la seconde place du championnat et décrochent un billet pour la Ligue des champions.
En mai 2006, il est candidat au BEES 2e degré, mais ne l'obtient pas.

Titulaire et capitaine indiscutable à Bordeaux, Ulrich Ramé joue sa seconde Ligue des champions lors de la saison 2006-2007. Cette même saison, il remporte la Coupe de la Ligue avec Bordeaux en battant l'Olympique lyonnais (1-0) en finale. Ramé est d'ailleurs élu homme du match. Cette saison réussie à titre personnel se termine par une nouvelle consécration, celle du « meilleur gardien France Football ».

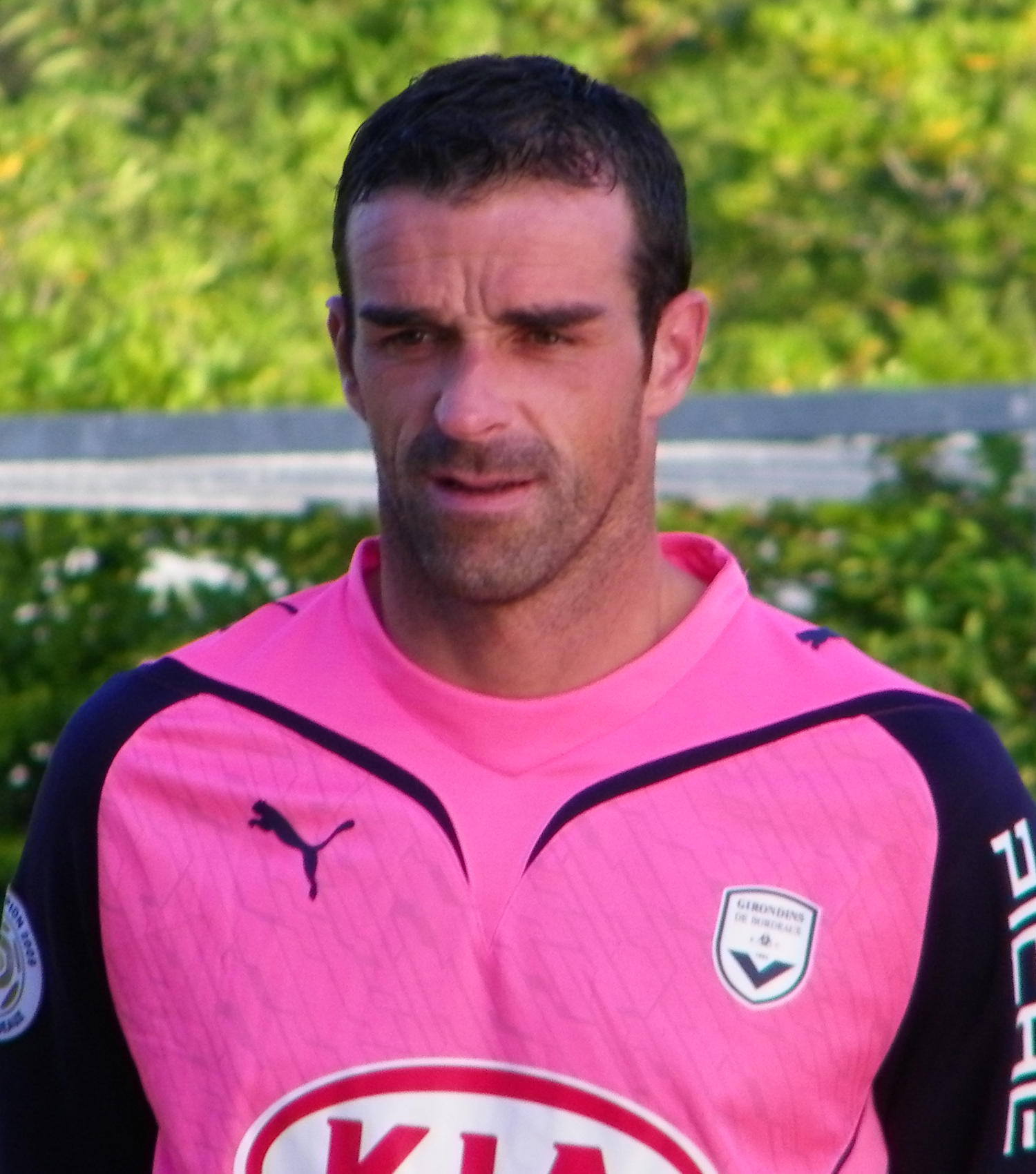
Ulrich Ramé en 2009 sous le maillot de Bordeaux.

Lors de la saison 2007-2008, les Girondins terminent seconds à seulement 4 points de l'OL. Cette saison encore, Ulrich Ramé est déterminant dans de nombreux matches même si quelques problèmes physiques limitent son temps de jeu.
Bordeaux remporte le Trophée des champions 2008 face à l'Olympique lyonnais à l'issue d'une séance de tirs au but où Ramé détourne la tentative de Sidney Govou. En avril 2009, Bordeaux remporte la Coupe de la Ligue mais Ramé est remplaçant lors de la finale, Laurent Blanc ayant décidé cette saison-là de titulariser Mathieu Valverde lors des matches de coupes nationales. Enfin, c'est en tant que capitaine qu'il devient Champion de France 2009, dix ans après son premier titre, déjà avec les Girondins.
Sous contrat jusqu'en juin 2010, il perd cependant son statut de titulaire au profit de la nouvelle recrue Cédric Carrasso. On pense alors que cette saison 2009-2010 sera la dernière de sa carrière. Ulrich Ramé est toutefois fréquemment sollicité à la suite des blessures de Carrasso, ce qui lui permet finalement de disputer 18 matches toutes compétitions confondues. Ces apparitions assorties de prestations satisfaisantes poussent le club à lui renouveler sa confiance en lui proposant une nouvelle prolongation de contrat. Il accepte, abordant la saison 2010-2011 à l'âge de 37 ans.
Le 29 mai 2011, il joue le dernier match de sa carrière bordelaise lors de la dernière journée de Ligue 1 face à Montpellier et sort peu avant la fin de rencontre sous l'ovation du public bordelais. Il annonce à l'issue de la rencontre qu'il ne sait pas encore s'il compte poursuivre ou pas sa carrière.

### Fin de carrière à Sedan
Le 10 juin suivant, le CS Sedan-Ardennes l'engage pour une saison, plus une année en option en cas de montée en Ligue 1.
Après une saison pleine avec le club sedanais durant laquelle il dispute 37 rencontres toutes compétitions confondues, il prolonge son contrat d'un an le 21 mai 2012 malgré la 4e place des Sangliers en Ligue 2. La saison suivante, il ne dispute que 13 matchs alors que le club est empêtré dans de grosses difficultés financières. Ulrich Ramé et d'autres joueurs du CSSA sont mis à l'écart du groupe en raison de l'incapacité du club à faire face aux salaires de certains joueurs. Ulrich Ramé annonce le 28 mars 2013 qu'il met un terme à sa carrière professionnelle à la fin de la saison 2012-2013.

### Retour à Bordeaux comme directeur technique
À partir de 2013, le gardien girondin suit une formation pour obtenir le diplôme d'entraîneur professionnel.
En 2014, dans le cadre de sa reconversion, il est nommé au poste de Directeur de la Performance au sein du FC Girondins de Bordeaux.
Le 14 mars 2016, il est annoncé comme entraîneur de l'équipe des Girondins de Bordeaux pour la fin de saison. Il succède à Willy Sagnol (limogé à la suite d'une succession de mauvais résultats) et est accompagné dans ses nouvelles fonctions par Éric Bedouet, Franck Mantaux, Pierre Espanol et Matthieu Chalmé.
Remplacé au poste d'entraîneur des Girondins de Bordeaux par Jocelyn Gourvennec, Ulrich Ramé devient Directeur Technique du Club. Il assure la responsabilité de la cellule de recrutement, ainsi que la gestion de toutes les équipes du club, notamment celle de la section féminine des Girondins de Bordeaux promue en Division 1.
Le 24 juin 2021, il quitte les Girondins de Bordeaux pour devenir manager de la section féminine du PSG.

## Statistiques de joueur
| Saison    | Club                  | Pays   | Championnat | Coupes nationales | Coupes d’Europe | Sélection France |
| --------- | --------------------- | ------ | ----------- | ----------------- | --------------- | ---------------- |
| 1991-1992 | SCO Angers            | France | 0 match     |                   | -               | -                |
| 1992-1993 | SCO Angers            | France | 1 match     |                   | -               | -                |
| 1993-1994 | SCO Angers            | France | 2 matchs    |                   | -               | -                |
| 1994-1995 | SCO Angers            | France | 9 matchs    |                   | -               | -                |
| 1995-1996 | SCO Angers            | France | 28 matchs   |                   | -               | -                |
| 1996-1997 | SCO Angers            | France | 0 match     |                   | -               | -                |
| 1997-1998 | Girondins de Bordeaux | France | 23 matchs   | 6 matchs          | 2 matchs        | -                |
| 1998-1999 | Girondins de Bordeaux | France | 32 matchs   | 1 match           | 8 matchs        | 1 match          |
| 1999-2000 | Girondins de Bordeaux | France | 34 matchs   | 8 matchs          | 11 matchs       | 1 match          |
| 2000-2001 | Girondins de Bordeaux | France | 34 matchs   | 4 matchs          | 6 matchs        | 6 matchs         |
| 2001-2002 | Girondins de Bordeaux | France | 34 matchs   | 1 match           | 5 matchs        | 3 matchs         |
| 2002-2003 | Girondins de Bordeaux | France | 28 matchs   | 4 matchs          | 6 matchs        | 1 match          |
| 2003-2004 | Girondins de Bordeaux | France | 35 matchs   | 3 matchs          | 10 matchs       | -                |
| 2004-2005 | Girondins de Bordeaux | France | 37 matchs   | 1 match           | -               | -                |
| 2005-2006 | Girondins de Bordeaux | France | 35 matchs   | 4 matchs          | -               | -                |
| 2006-2007 | Girondins de Bordeaux | France | 38 matchs   | 6 matchs          | 8 matchs        | -                |
| 2007-2008 | Girondins de Bordeaux | France | 36 matchs   | 5 matchs          | 7 matchs        | -                |
| 2008-2009 | Girondins de Bordeaux | France | 26 matchs   | -                 | 5 matchs        | -                |
| 2009-2010 | Girondins de Bordeaux | France | 10 matchs   | 6 matchs          | 2 matchs        | -                |
| 2010-2011 | Girondins de Bordeaux | France | 3 matchs    | -                 | -               | -                |
| 2011-2012 | CS Sedan Ardennes     | France | 32 matchs   | 5 matchs          | -               | -                |
| 2012-2013 | CS Sedan Ardennes     | France | 14 matchs   | 1 match           | -               | -                |

Dernière mise à jour le 3 novembre 2012

## Statistiques d'entraineur
| Équipe                | Division | Pays   | Début        | Fin         | Matchs | Matchs | Matchs | Matchs | Buts | Buts | Stats   | Stats   | Stats   |
| Équipe                | Division | Pays   | Début        | Fin         | J      | V      | N      | D      | BP   | BC   | Vic. %  | Nul %   | Déf. %  |
| --------------------- | -------- | ------ | ------------ | ----------- | ------ | ------ | ------ | ------ | ---- | ---- | ------- | ------- | ------- |
| Girondins de Bordeaux | Ligue 1  | France | 14 mars 2016 | 20 mai 2016 | 8      | 3      | 3      | 2      | 12   | 9    | 37,50 % | 37,50 % | 25,00 % |
| Total                 | Total    | Total  | Total        | Total       | 8      | 3      | 3      | 2      | 12   | 9    | 37,50 % | 37,50 % | 25,00 % |

Mise à jour : 14 mai 2016

## Palmarès

### En club
SCO Angers :
- Vice-champion de France de D2 en 1993

 Girondins de Bordeaux :
- Champion de France en 1999 et en 2009
- Vainqueur de la Coupe de la Ligue en 2007
- Vainqueur du Trophée des Champions en 2008
- Finaliste de la Coupe de la Ligue en 1998 et en 2010

### En équipe de France
- 12 sélections entre 1999 et 2003
- Champion d'Europe des Nations en 2000
- Vainqueur de la Coupe des Confédérations en 2001

#### Sélections
- 9 juin 1999 : Andorre - France (Élimin. Championnat Europe), 0-1
- 29 mars 2000 : Écosse - France, 0-2 (Amical)
- 16 août 2000 : France - FIFA World Stars, 5-1 (Amical)
- 7 octobre 2000 : Afrique du Sud - France, 0-0 (Amical)
- 24 mars 2001 : France - Japon, 5-0 (Amical)
- 30 mai 2001 : Corée du Sud - France, 0-5 (Coupe des Confédérations)
- 7 juin 2001 : France - Brésil, 2-1 (Coupe des Confédérations)
- 10 juin 2001 : Japon - France, 0-1 (Coupe des Confédérations)
- 1er septembre 2001 : Chili - France, 2-1 (Amical)
- 13 février 2002 : France - Roumanie, 2-1 (Amical)
- 18 mai 2002 : France - Belgique, 1-2 (Amical)
- 12 février 2003 : France - République Tchèque, 0-2 (Amical)

### Distinctions individuelles
- Élu meilleur gardien du Championnat de France en 1999 et en 2002
- Élu meilleur gardien français France Football en 2007